# André Ventre
André Ventre  est un architecte français né à Paris le 21 août 1874, et mort dans la même ville le 26 octobre 1951.

## Parcours
- Il est nommé architecte des Monuments historiques en 1905. D'abord chargé de la Saône-et-Loire, entre 1906 et 1915, puis de la Marne[réf. nécessaire] et de la Haute-Marne en 1915, il est nommé dans la Meuse en 1917[3]. En mai 1917, il est chargé de diriger avec le général Sabatier et le commandant Viel la commission des Vestiges et souvenirs de guerre, chargée d'inventorier les monuments victimes de la Grande Guerre en Picardie[3],[4]. Il va participer à la restauration de la cathédrale de Verdun et des villages alentour.

Quelques peintures des vestiges de guerre par André Ventre, 1917
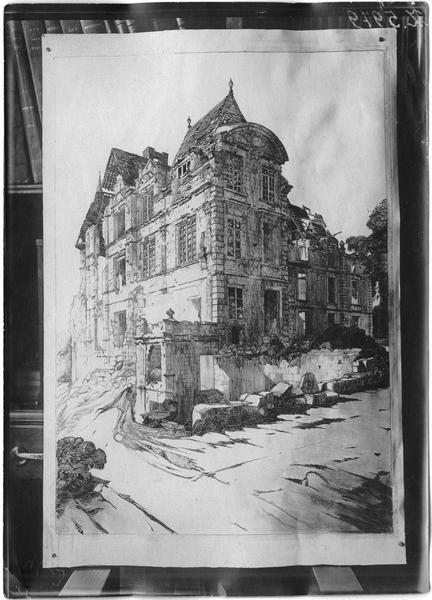
Château de Plessis-de-Roye.
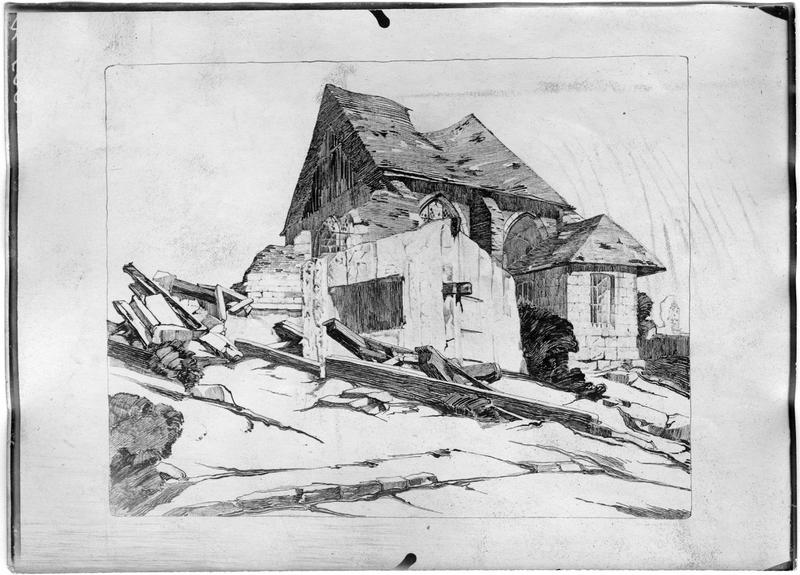
Église d'Amy.
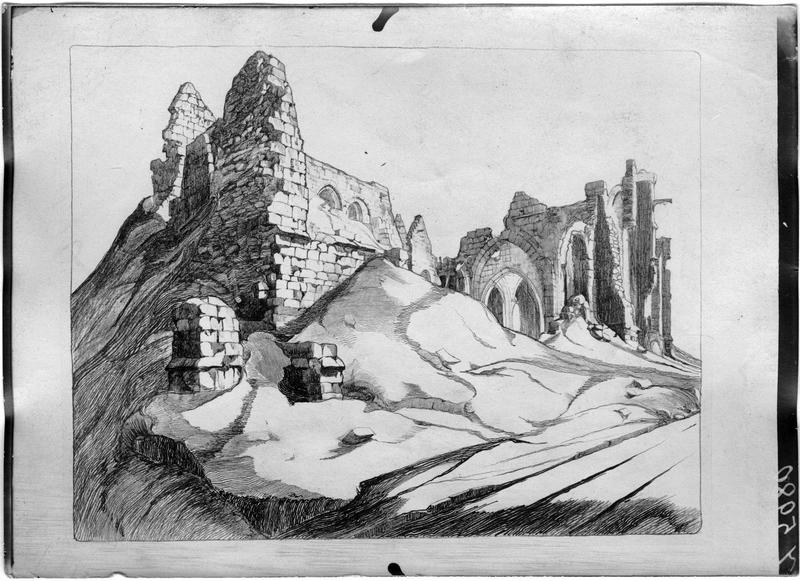
Église de Lassigny.
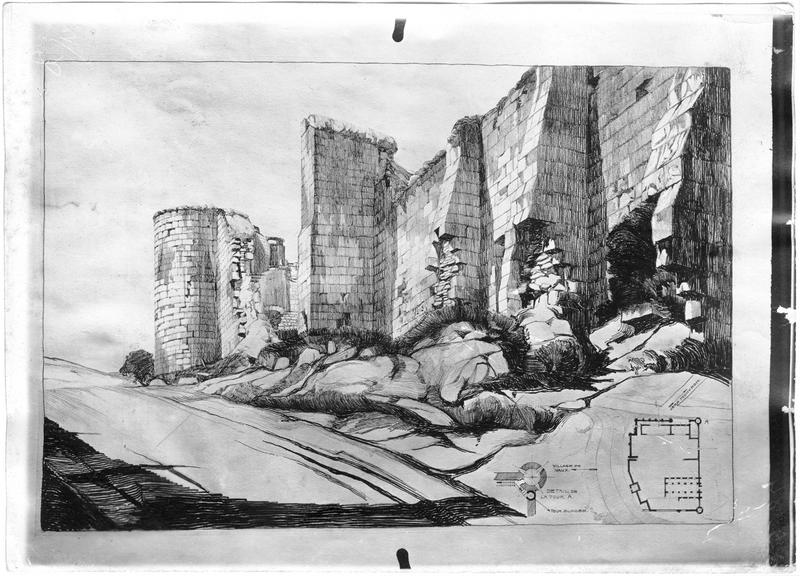
Ferme de Confrécourt, Vic-sur-Aisne.
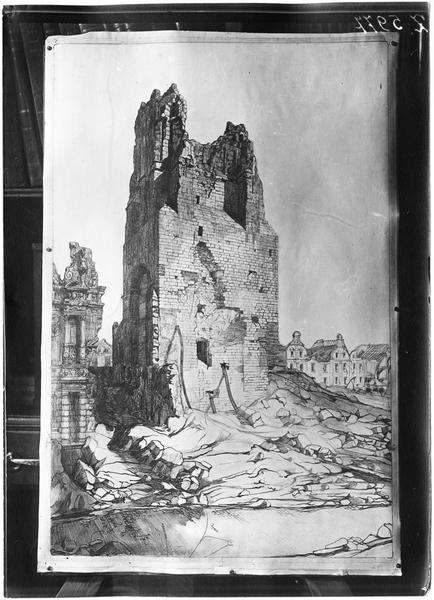
Hôtel de ville d'Arras.
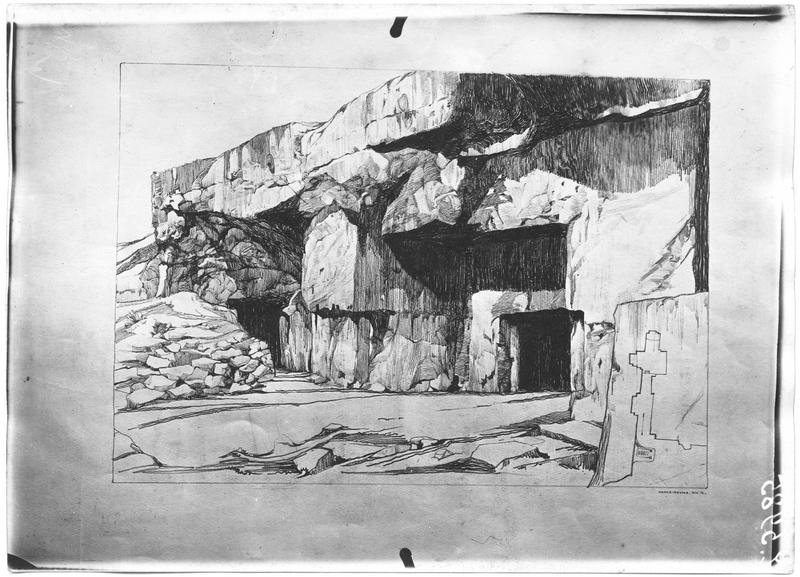
Carrières du Martinet, Moulin-sous-Touvent
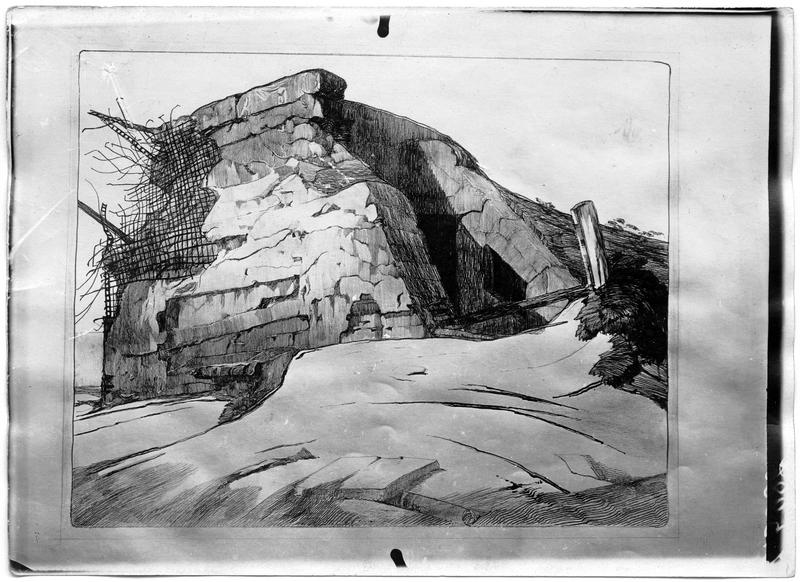
Poste d'observation allemand à Pozières.
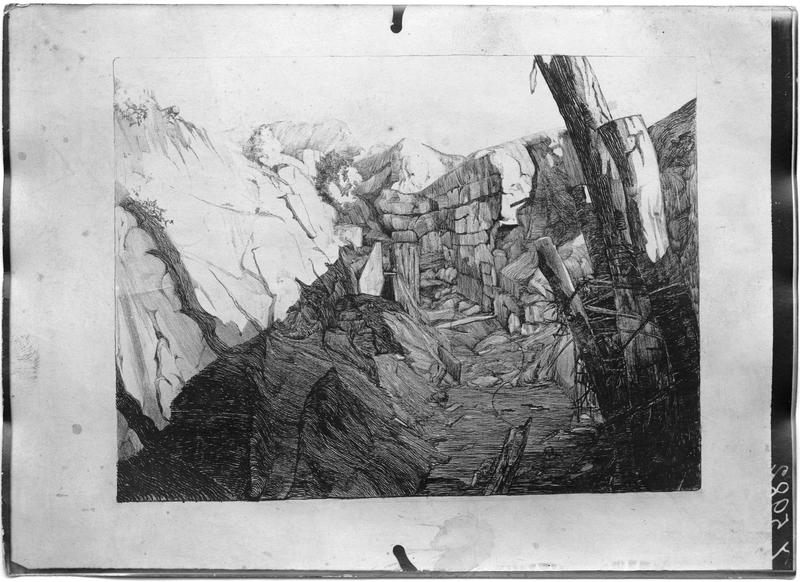
Tranchée au cimetière de Tracy-le-Val.

- En 1929 il est chargé du déplacement de l'hôtel de Massa des Champs-Élysées au 38 de la rue du Faubourg-Saint-Jacques.
- Il fut un des architectes de la Compagnie des chemins de fer de l'Ouest, mais son œuvre la plus célèbre reste le monument de la Tranchée des baïonnettes, érigé en 1920 près de Verdun. Pour l'architecture ferroviaire, André Ventre fut partisan du type gare-pont, c'est-à-dire une gare édifiée au-dessus, ou à côté des rails, mais en hauteur, ceci pour permettre aux usagers et au personnel de rejoindre les voies par un hall situé au-dessus des voies[5].
- Il réalise la décoration de monuments parisiens à l'occasion de funérailles nationales comme celles de Paul Painlevé le 12 mai 1932 à Notre-Dame de Paris et au Panthéon de Paris.
- Il prend sa retraite en 1941.

## Réalisations
- 1910, Blanzy, Donjon du château du Plessis, plans coupes et facades.
- 1917, plusieurs peintures de ruines de guerre[3],[4], dont celle du château de Plessis-de-Roye[4]

- 1935, Meudon, Gare de Bellevue.
- 1919-1938, Pointe de Grave, plan du monument commémoratif de l'intervention américaine lors de la Première Guerre mondiale, la sculpture était d'Antoine Bourdelle, (détruit lors de la Seconde Guerre mondiale).
- 1931, Paris, ministère de la Marine marchande[6], place de Fontenoy
- 1932, Versailles, Gare de Versailles-Chantiers.

## Distinctions
- Officier de l'Instruction publique (1909).
- Chevalier de la Légion d'honneur (1920).
- Officier de la Légion d'honneur (1938)[7].